# Acanthomyops interjectus
Acanthomyops interjectus é uma espécie de inseto do gênero Acanthomyops, pertencente à família Formicidae.